# Junior Wells
Junior Wells, pravým jménem Amos Wells Blackmore Junior, (9. prosince 1934 – 15. ledna 1998) byl americký bluesový zpěvák a hráč na harmoniku.

## Život a kariéra

### Dětství a raná kariéra
Ačkoliv se Amos narodil v Memphisu ve státě Tennessee, vyrůstal na druhé straně řeky, v Západním Memphisu, stát Arkansas. Hrát na harmoniku se již v 7 letech naučil od jiné budoucí legendy, svého bratrance Juniora Parkera. K tomuto období se váže známý příběh, kdy viděl mladý Wells prodávat harmoniku za 2 dolary, avšak u sebe měl pouze dolar a padesát centů. V obchodě tedy nechal své peníze, vzal harmoniku a utekl pryč. Po krátké chvíli byl chycen policií, když ho ale zaslechli hrát, jeden policista sám doplatil chybějících 50 centů a Wells byl propuštěn na svobodu.
Ve 12 letech se s matkou odstěhoval do Chicaga, jež je známo jako kolébka blues. Hned při příjezdu se seznámil s kytaristy Louisem a Davidem Meyersovými, se nimiž založil kapelu Three Deuces. S tou hráli po klubech a večírcích. Když se ke kapele připojil bubeník Fred Below, přejmenovala se na The Aces.

### Vrchol kariéry

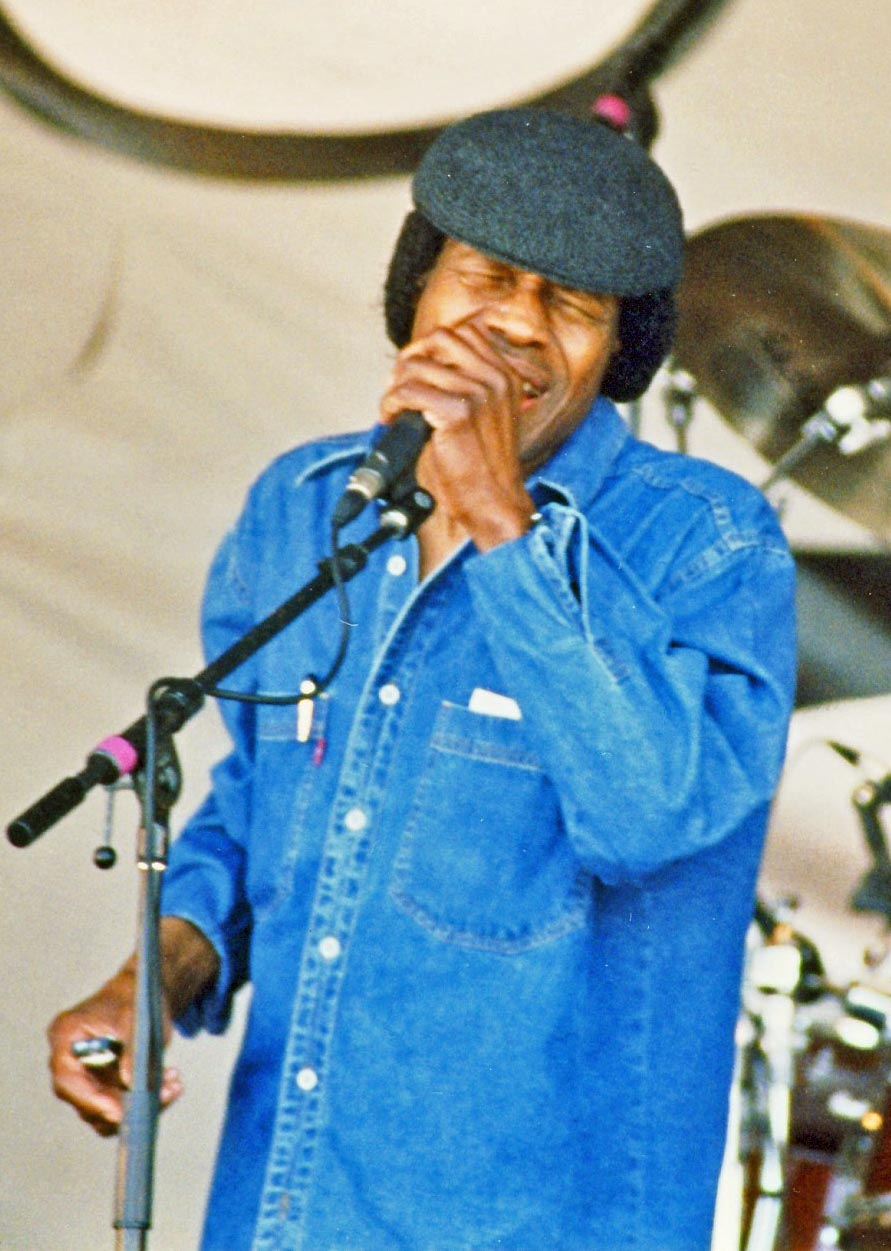
Junior Wells v roce 1996

Když v roce 1952 Little Walter opustil kapelu Muddyho Waterse, nastoupil na jeho místo Wells. S toto kapelou hrál necelý rok, než byl povolán do armády. Když se z vrátil zpět do Chicaga, vydal několik sólových nahrávek s vydavateli States Records a Chief Records, mezi nimi i "Messin with the Kid" nebo "Little by Little, která se umístila na 23. místě v žebříčku Billboard RnB chart.
K největšímu zlomu v jeho kariéře však došlo ve chvíli, kdy se spojil s legendárním bluesovým kytaristou Buddym Guyem, se kterým poté hrál více než dvacet let. Spolu vystupovali v mnoha slavných Chicagských klubech, například v Chicago's premier blues hotspot. A nakonec v roce 1966 nahráli jedno z nejvýznamnějších alb bluesové historie - "Hoodooman Blues". Tím odstartoval svou úspěšnou kariéru, která trvala až do jeho smrti. Svým specifickým stylem zapůsobil na mladé fanoušky blues-rocku a v průběhu let stanul na jevišti po boku Van
Morrisona, Erica Claptona a The Rolling Stones, spolupracoval i s americkou rapovou kapelou Arrested Development.

### 80. a 90. léta
Přestože v 80. letech příliš nevystupoval, v roce 1990 se spojil s dalšími mistry bluesové harmoniky Jamesem Cottonem, Careyem Bellem a Billym Branchem a společně vydali kritikou velmi dobře přijaté album Harp Attack!. Své poslední album, Come On In This House, vydal Wells v roce 1997 a obdržel za něj W.C. Handy Blues Award.
V létě 1997 mu byla diagnostikována rakovina, následovaná infarktem na podzim téhož roku, po kterém upadl do kómatu. Zemřel v Chicagské nemocnici na důsledky lymfomu dne 15. ledna 1998 ve věku 63 let.

## Diskografie
(znakem † jsou označena alba, na kterých spolupracoval s Buddy Guyem)
- Hoodoo Man Blues † (1965)
- It's My Life, Baby! † (1966)
- Chicago/The Blues/Today! vol. 1 † (1966)
- On Tap (1974)
- You're Tuff Enough (1968)
- Coming at You † (1968)
- Live at the Golden Bear (1969)
- Southside Blues Jam † (1969)
- Buddy and the Juniors † (1970)
- In My Younger Days (1972)
- Buddy Guy & Junior Wells Play the Blues † (1972)
- Live At Montreux † (1977)
- Blues Hit Big Town (1977)
- Pleading the Blues † (1979)
- Got To Use Your Head (1979)
- Drinkin' TNT 'n' Smokin' Dynamite † (1982)
- The Original Blues Brothers (1983)
- Messin’ With The Kid, Vol 1 (1986)
- Universal Rock (1986)
- Chiefly Wells (1986)
- Harp Attack! (1990)
- 1957-1966 (1991)
- Alone & Acoustic † (1991)
- Undisputed Godfather of the Blues (1993)
- Better Off with the Blues † (1993)
- Messin’ With The Kid 1957-63 (1995)
- Everybody's Getting' Some (1995)
- Come on in This House (1996)
- Live at Buddy Guy's Legends (1997)
- Keep On Steppin’: The Best Of… (1998)
- Best Of The Vanguard Years (1998)
- Masters (1998)
- Buddy Guy & Junior Wells † (1998)
- Last Time Around –- Live at Legends (1998)
- Junior Wells & Friends (1999)
- Every Day I Have The Blues (2000)
- Calling All Blues (2000)
- Buddy Guy & Junior Wells † (2001)
- Best Of.. (2001)
- Live at Theresa's 1975 (2006)